# Vụ tham nhũng lớn tại Thổ Nhĩ Kỳ 2013
Vụ tham nhũng lớn tại Thổ Nhĩ Kỳ 2013 là tựa tạm thời cho một vụ tham nhũng lớn nhất tại Thổ Nhĩ Kỳ trong năm 2013, đang được cảnh sát điều tra, có liên quan tới một số nhân vật quan trọng trong nội các cúa thủ tướng Erdoğan. Vụ này đưa tới việc từ chức của 3 bộ trưởng Muammer Güler (bộ Nội vụ), Zafer Çağlayan (Bộ Kinh tế), và Erdoğan Bayraktar (Bộ Môi trường và Hoạch định thành thị). Thủ tướng Erdoğan
đã nộp danh sách nội các mới đưa lên tổng thống Abdullah Gül vào ngày 25.12.2013, trong đó 10 bộ trưởng bị thay thế.

## Điều tra của cảnh sát
Vào ngày 17 tháng 12 năm 2013, Nhóm chống tội ác kinh tế và thuế vụ của cơ quan an ninh thành phố Istanbul đã bắt giữ 47 người, trong đó có Barış Güler, Kaan Çağlayan và Oğuz Bayraktar, con trai của các bộ trưởng Thổ Nhĩ Kỳ, Muammer Güler (bộ Nội vụ), Zafer Çağlayan (Bộ Kinh tế), và Erdoğan Bayraktar (Bộ Môi trường và Hoạch định thành thị), cũng như Mustafa Demir, thị trưởng của Fatih; doanh nhân bất động sản Ali Ağaoğlu; Süleyman Aslan, tổng giám đốc nhà băng Quốc doanh Halk và doanh nhân Reza Zarrab.

Ngoài ra, ông Egemen Bağış, Bộ trưởng về các vấn đề Liên minh Âu châu, bị nêu tên lên báo chí là bị nghi ngờ đã nhận tiền hối lộ có liên hệ tới Reza Zarrab
Cảnh sát đã tịch thu 17,5 triệu $ (Dollars) đã được dùng để hối lộ; 14,5 triệu $ tại nhà của Süleyman Aslan, 800 ngàn $ của Barış Güler. Các công tố viên đã buộc tội 14 người trong số đó có Barış Güler, Kaan Çağlayan, Süleyman Aslan và Reza Zarrab tội hối lộ, rửa tiền và buôn lậu vàng. Vào ngày 21 tháng 12 năm 2013, tòa án ra lệnh bắt 14 người này.
Tổng cộng 91 người đã bị tạm giữ trong cuộc điều tra; 26 người trong số này bị tòa ra lệnh bỏ tù.

## Phản ứng của chính phủ và phía đối lập
Từ lúc bắt đầu của cuộc điều tra, chính phủ của đảng Công lý và Phát triển (AKP) đã thanh lọc hàng ngũ của lực lượng cảnh sát, đuổi hàng tá cán bộ chỉ huy cảnh sát, nổi tiếng nhất là ông Hüseyin Çapkın, chỉ huy trưởng của cảnh sát tại Istanbul. Theo tờ báo đối lập "Today's Zaman" tường thuật vào hôm thứ tư, ở Istanbul khoảng 400 cảnh sát khác mà có liên hệ đến cuộc điều tra bị chuyển đi nơi khác. Như vậy từ khi cuộc điều tra này bắt đầu khoảng 500 cảnh sát trên toàn quốc đã mất chỗ làm. Bộ Nội vụ và bộ Tư pháp đã thay đổi luật lệ, buộc các lực lượng an ninh phải luôn luôn tường trình lên cấp trên các hoạt động của họ. Điều này bị chỉ trích bởi hội đoàn các luật sư ở Thổ (Union of Turkish Bar Associations), mà đã đưa vụ này ra tòa án tối cao của Thổ (Turkish Council of State).. 

Ngày 27.12.2013, tòa án tối cao đã ngăn chận không cho thi hành sắc lệnh trên, cho đó là vi phạm hiến pháp, làm như vậy là trái lại với nguyên tắc tam quyền phân lập.
Nhiều nguồn đối lập khác nhau đã lên án chính phủ đã dùng quyền lực để gây ảnh hưởng trong nền tư pháp và để che giấu tham nhũng. Trong số phản đối có đại biểu quốc hội Oktay Vural của đảng Phong trào Quốc gia.
Về phía chính phủ, theo phát ngôn viên của chính quyền Hüseyin Çelik, 4 bộ trưởng mà đã dính líu vào cuộc điều tra này đã tỏ ý muốn từ chức với thủ tướng Recep Tayyip Erdoğan vào ngày 22 tháng 12.
Erdoğan cho rằng cuộc điều tra này là một âm mưu quốc tế và hứa sẽ trả đũa cộng đồng của phong trào Gülen. Gần đây đã có những đối kháng giữa Erdoğan và Gülen: Hakan Şükür, thường được xem là đồ đệ của Gülen, đã từ bỏ chức vụ trong đảng Công lý và Phát triển vào ngày 16 tháng 12. Erdoğan cũng đã dọa sẽ trục xuất Francis Ricciardone đại sứ của Hoa Kỳ tại Thổ. Đằng sau cuộc điều tra này người ta phỏng đoán đây là một vụ tranh giành thế lực giữa Erdoğan và những người ủng hộ của nhà truyền giáo Fetullah Gülen, đang sống ở Hoa Kỳ. Phong trào Gülen được biết là đặc biệt có nhiều ảnh hưởng tới tư pháp và cảnh sát.
Erdoğan đã rời khỏi nước đi viếng thăm Hồi quốc Pakistan vào ngày 23 tháng 12 trong lúc vụ này đang chiếm những trang đầu trên các tờ báo tại Thổ.
Muhammed Mısır, một công chức cao cấp trong bộ Y tế cũng đã từ chức sau khi bị nghi ngờ là đã nhận tiền hối lộ vào ngày 24 tháng 12.
Muammer Güler (bộ Nội vụ), Zafer Çağlayan (Bộ Kinh tế), cả hai mà có con trai bị bắt trong vụ tham nhũng này, đã cùng nhau từ chức vào ngày 25 tháng 12. Chiều ngày hôm đó, Erdoğan Bayraktar (Bộ Môi trường và Hoạch định thành thị) từ bỏ chức vụ bộ trưởng lẫn đại biểu quốc hội. Bayraktar nói là ông ta không hài lòng lắm khi buộc phải từ chức, nói thêm rằng, đáng lẽ thủ tướng Recep Tayyip Erdoğan cũng phải từ chức, cho là những việc làm của ông ta đều có sự chấp thuận của thủ tướng.

İdris Naim Şahin, cựu bộ trưởng nội vụ, đã bỏ đảng Công lý và Phát triển (AKP) vào ngày 25 tháng 12. Ông ta nói, việc chính phủ đã trừng trị thẳng tay trong tổ chức cảnh sát và hệ thống tư pháp không thể giải thích bằng lý lẽ hay các quan niệm về Luật pháp và Công lý.
Erdal Kalkan, một đại biểu quốc hội của vùng Izmir, đã ra khỏi đảng AKP vào ngày 26 tháng 12 vì vụ bê bối này. Haluk Özdalga, đại biểu quốc hội của vùng Ankara, cũng ra khỏi đảng AKP với cùng lý do. Nhân vật thứ 3 mà cũng ra khỏi đảng là ông Ertuğrul Günay, đại biểu quốc hội vùng Izmir và là cựu bộ trưởng Văn hóa.

### Cải tổ nội các
Trong một diễn văn với báo chí ngày 25, thủ tướng Recep Tayyip Erdoğan tuyên bố sẽ thay 10 bộ trưởng trong nội các.

## Các vụ tranh cãi khác
- Vào ngày 19 tháng 12, một video cho là một anh em của thủ tướng, ông Mustafa Erdoğan ngoại tình, đã được loan truyền trên mạng.[29]
- Vào ngày 24 tháng 12, một video khác cũng được đưa lên cho thấy Ali Erdoğan, cháu và cận vệ của thủ tướng Erdoğan, ra chỉ thị một quan chức cảnh sát hành hạ một người bị bắt giữ mà đã biểu tình chống lại chú của mình, và đã chửi bới ông này khi ông ta từ chối.[30]
- Vào ngày 23 tháng 12, Hakan Yüksekdağ, 35 tuổi, một nhân viên cảnh sát trong cục chống Buôn lậu và tội ác có tổ chức của cơ quan anh ninh vùng Ankara được tìm thấy chết trong xe mình. Những người thân nhân không đồng ý với tuyên bố chính thức, là Yüksekdağ đã tự tử.[31]
- Vào ngày 24 tháng 12, Abdi Altınok, phụ tá của giám đốc cơ quan an ninh vùng Isparta, đã tự tử.[32]